# Wilhelm-Archipel
Der Wilhelm-Archipel (auch Kaiser-Wilhelm-Inseln, englisch Wilhelm Archipelago) ist ein Archipel vor der Westküste der Antarktischen Halbinsel (Grahamland) in der Antarktis. 
Der Wilhelm-Archipel besteht aus einer Vielzahl von Inseln. Die größten davon sind die Booth-Insel und die Krogmanninsel. Die ebenfalls zum Wilhelm-Archipel gehörende Petermann-Insel ist der südlichste Punkt vieler Antarktis-Kreuzfahrten. Die Inselgruppe erstreckt sich vor der Westküste von Grahamland von der Bismarck-Straße im Nordosten bis zum Lumus Rock im Südwesten. Der Archipel wurde von einer deutschen Expedition unter Eduard Dallmann 1873/74 entdeckt und nach dem Deutschen Kaiser  Wilhelm I. benannt.

## Geografie
Der Archipel wird im Norden durch die Bismarck-Straße von der Anvers-Insel getrennt, die bereits zum Palmer-Archipel gehört. Die Southwind-Passage zwischen den Betbeder-Inseln, der südlichsten Inselgruppe im Wilhelm-Archipel und den Biscoe-Inseln begrenzt den Archipel in Richtung Süden. Lumus Rock ist der südlichste Punkt des Wilhelm-Archipels.
Die Wauwermans-Inseln bilden die nördlichste Inselgruppe des Wilhelm-Archipels. Die Dannebrog-Inseln, die sich zwischen den  Wauwermans-Inseln und den Vedel-Inseln befinden, wurden zuerst von Eduard Dallmann 1873 Kaiser-Wilhelm-Inseln benannt. Von der Belgica-Expedition unter der Leitung von Adrien de Gerlache de Gomery in Anerkennung der Unterstützung der Expedition durch Dänemark nach dem Dannebrog benannt, erhielt später der gesamte Archipel den ursprünglich von Dallmann gegebenen Originalnamen. Den Dannebrog-Inseln folgen in Richtung Süden die Vedel-Inseln westlich der Krogmanninsel, und die Gruppe der Stray Islands westlich der Petermann-Insel. Etwa 10 km westlich der Vedel-Inseln befinden sich die Myriad Islands. Sie erhielten 1959 ihren Namen vom UK Antarctic Place-Names Committee wegen der großen Zahl von kleinen und kleinsten Inseln, die diese Gruppe umfasst. 
Die French Passage trennt diese Inselgruppen von einer weiteren, von Westen nach Osten aufeinanderfolgenden Reihe von Inselgruppen. Auf die Cruls-Inseln folgen die Roca-Inseln. Zwischen diesen und den Argentinischen Inseln befinden sich die Anagram Islands, deren westlichste Insel Maranga Island einen Namen trägt, der aus einem Anagramm auf das Wort „Anagram“ entstand. Die Yalour-Inseln 1,5 km westlich von Kap Tuxen und die Berthelot-Inseln 2 km westlich des Deliverance Point sowie die Darboux-Insel 5 km westlich des Kap Pérez sind weitere, der Westküste des Grahamlandes vorgelagerte Inselgruppen und Inseln, die zum Wilhelm-Archipel gehören.